# Kaki Hunter
Kaki Hunter (Katherine Susan Hunter; 6 de noviembre de 1955) es una actriz, arquitecta y escritora estadounidense, conocida por su papel en la trilogía cinematográfica de Porky's en la década de 1980.

## Carrera
Recibió elogios por su segundo papel, como una de las tres hermanas en la película alemana de 1977 Der Mädchenkrieg (La guerra de la doncella). Su actuación le valió el premio a la mejor actriz joven en los premios Deutscher Filmpreis, y el premio a la Mejor Actriz en el Festival Internacional de Cine de San Sebastián.
Actuó como la protagonista femenina en Roadie (1980), seguida de los papeles en Willie & Phil (1980), Whose Life Is It Anyway? (1981) y Just The Way You Are (1984).
También apareció en papeles invitados en televisión, incluyendo el episodio de 1979 "The Execution File" de la serie de televisión Hawaii Five-O, el episodio de 1982 "Weekend" en la serie de antología American Playhouse y el episodio de 1991 "Writer Wrong" de la serie Tropical Heat, su último papel antes de retirarse de la actuación.
Recibió su mayor atención por el papel de Wendy Williams, la protagonista femenina del grupo de estudiantes de secundaria en la exitosa película de 1981 Porky's, regresando al papel en Porky's II: The Next Day (1983) y Porky's Revenge (1985).
Después de retirarse de la actuación, se convirtió en maestra de rafting en Utah.

## Filmografía

### Cine y televisión
- 1991 - Sweating Bullets
- 1985 - Porky's Revenge
- 1984 - Just the Way You Are
- 1983 - Porky's II: The Next Day
- 1982 - American Playhouse
- 1981 - Whose Life Is It Anyway?
- 1981 - Porky's
- 1980 - Willie & Phil
- 1980 - Roadie
- 1980 - Haywire
- 1979 - Hawaii Five-O
- 1977 - Mary White
- 1977 - Der Mädchenkrieg